# Rożniatów (gmina)
Gmina Rożniatów – dawna gmina wiejska funkcjonująca w latach 1941–1944 pod okupacją niemiecką w Polsce. Siedzibą gminy był pozbawiony praw miejskich Rożniatów.
Gmina Rożniatów została utworzona przez władze hitlerowskie z terenów okupowanych przez ZSRR w latach 1939–1941, stanowiących przed wojną główną część zniesionej gminy Rypne (Ceniawa, Duba, Janówka, Jasieniowice i Kniażowskie), część niezniesionej gminy Spas (Strutyn Niżny i Strutyn Wyżny), część niezniesionej gminy Perehińsko (Rześniate) oraz miasto Rożniatów w powiecie dolińskim w woj. stanisławowskim.
Gmina weszła w skład powiatu stryjskiego (Kreishauptmannschaft Stryj), należącego do dystryktu Galicja w Generalnym Gubernatorstwie. W skład gminy wchodziły miejscowości: Ceniawa, Duba, Janówka, Jasieniowice, Kniażowskie, Rożniatów, Rześniate, Strutyn Niżny i Strutyn Wyżny.
Po wojnie obszar gminy włączono do ZSRR.